# تندرارة المركز (تندرارة)
تندرارة المركز هي إحدى قرى المملكة المغربية، تتبع جغرافيا لإقليم فكيك وإداريًا لتندرارة. يقدر عدد سكانها بـ 15 ألف  نسمة حسب الإحصاء الرسمي للسكان والسكنى لسنة 2014.